# K-PWR
K-PWR（KWU Pressurized Water Reactor）とは西ドイツ（開発当時）のクラフトヴェルク・ウニオン社が開発した加圧水型軽水炉(PWR)である。原型となったタイプは1970年代にビブリス型として日本でも知られ、当時としては単機容量は世界最大級であった。また日本では、1980年代に東京電力が炉型戦略の一環として沸騰水型軽水炉(BWR)に加えて採用の検討を行った。これはJK-PWR（Japanese KWU Pressurized Water Reactor）と呼称される。本項目ではJK-PWRについても説明する。

## 開発経緯
西ドイツは日本同様当初はアメリカの技術（PWRの場合WH社の技術）を導入してスタートしたが、日本に比較すると莫大な開発費を投じて早期の原子力技術成熟化を図った。田原総一朗によれば、1964年から1974年までの日独原子力予算の比較をすると、日本3768億円に対して西ドイツは1兆1092億円、さらに、西ドイツがWH社製軽水炉の研究を重点的に実施した1964年から1968年までで比較すると、日本720億円に対して西ドイツは3000億円であった。また西ドイツの場合、その予算の大半を軽水炉の研究に充てていた。
軽水炉に焦点を絞った西ドイツ政府は研究設備費、運営費、建物の建設費、人件費にも国の資金を投じ続けた。K-PWRはこのような経緯を経て商業化した。科学技術庁原子力局長を務めた生田豊朗はアメリカの技術直輸入の路線を歩んでいた日本と西ドイツの軽水炉技術が1970年代に大きく開いてしまったことについて田原に質問され、「せめて一、〇〇〇億くらいの金を軽水炉にかけていたら、事態は大きく変わっていた」と述べた。田原は生田の証言とその他の取材から、日本で国家資金が導入されなかった背景として日本発送電を分割民営化して誕生した経緯を持つ日本の電力各社が、国家介入を嫌がり、付け込まれないために軽水炉技術を丸抱えにしようと画策してきたことを西ドイツと対比させて説明している。

## 特徴

### 全圧球型格納方式
1964年にオブリッヒハイム原子力発電所で西ドイツ最初のPWRが建設されて以来、同国のPWRは全圧球型格納方式と呼ばれるタイプで建設されてきた。これは日本が導入してきたウェスティングハウス・エレクトリック社（WH社）製PWRの円筒形原子炉容器と異なり、球型の格納容器底部に原子炉本体を配置し、その両脇上部に蒸気発生器を2器並列に配置した構造となっている。この格納容器に蒸気発生器の他、再循環ループ1次系の全体と2次系の所要コンポーネントを収容している。特徴的なのは、使用済み燃料プールも格納容器の内部に配置されていることである。外部との接続部分は隔離弁、ベンチレーションダンパ、エアロックが2重化されている。。格納容器内に使用済み燃料プールを配置したことで、産業界側の燃料装荷を迅速に実施したいという要求と、燃料の取扱いが格納容器内に限定されたことによる安全性の向上を同時に実現している。
球形格納容器の周囲は半球形のコンクリート壁で覆われており、コンクリート壁と格納容器の間のアニュラス部と呼ばれる空間を負圧にすることで外部への放射性物質漏洩対策の一助としている。外側のコンクリート壁の厚さは最大1.8mである。

### 安全設計思想

#### 多重防護思想の徹底
プロセス関係の補助系統は数系列完全に分離独立したものが配置される傾向が強く、これは物理的に分離することで系統の多重化をより完全なものにしようとする思想の反映である。

#### 緊急炉心冷却
緊急炉心冷却に対する思想もWH社のそれとは異なっている。WH社の場合、アメリカの規制に従い、緊急炉心冷却装置の減少効果を考慮せずに崩壊熱、蓄積エネルギー、1次系冷却材全てが瞬時に放出されることを前提としている（格納容器は崩壊熱用のバッファであり、スプレイ系と冷却器によって除去される）。これに対して西ドイツでは緊急炉心冷却系の設計思想が異なり、沸騰に至る前に崩壊熱を除去するような設計思想としている。具体的には冷却水の注入率を上げて沸騰を防止したり、冷却器を炉心冷却系の長期的再循環部分とするといったもので、蒸気発生を伴わずに作動するためスプレイ系が省略できるようになった。内部の圧力降下は凝縮熱により行う。規制規格の多くはKTA safty Standardにより制定されている。
また、緊急炉心冷却系統は独立した系統を4つ設置して多重化されている。各系統は高圧安全注水ポンプ（HPSIP）1基、アキュムレーター2基、低圧注水ポンプ（LPIP）1基で構成される。緊急給水系を4系列の設計としたことでポンプや重要なバルブは全て原子炉保護系によって制御するように自動化されており、スリーマイル原子力発電所事故で事故を誘発したバルブの不適切な開閉位置でも系は適切に機能し冷却と余熱除去を行うという。
なお、制御棒、ホウ酸濃度も完全に自動制御としている。

#### 電源喪失対策
プラントの電源系統は下記の3種類からなる。
1. 蒸気発生器からの熱エネルギーを電気エネルギーの形で取り出すプラント主発電機
2. 電力系統との接続（主、副の計2回線）
3. 自家発電機を備えた非常電源系統

上記の内、非常電源系統は更に2つの独立した補助系統に分かれ、補助系統はそれぞれ4系列から成っている。補助系列の内1系列は外部からの衝撃に耐えられるように建屋が設計され、保護されている。非常用電源は実証済みのコンポーネントを使用することで、共通要因故障を最小限に抑制する設計となっている。

#### その他
他に水素爆発を防止するため、格納容器の水素の発火限度（空気中で4%）以下になるように監視されており、水素の比率が上昇した場合には格納容器の大気と強制的に混合させる水素分子再結合装置の設置が新設プラントでは要求されている。
また、ネッカーヴェストハイム原子力発電所2号機（GKNとも称する）を訪問した渡部行によると、同地では石灰石の母岩に原子炉を直接設置し、地震対策の一助としているという。

### 材料技術
神田淳がKWU本社で説明を受けたところによれば、蒸気発生器に対する減肉対策としては下記が実施されたという。

#### 蒸気発生器細管
1. 蒸気発生器細管にインコネル800を採用し、粒界腐食への感受性を低減した（採用は1967年[20]）
2. 模型実験を繰り返して細管の支持格子の配置形状を工夫し、給水が澱みなく流れるようにした
3. 細管の支持格子にステンレスを使用し、運転中に復水器を1基停止して点検できるようプラントを設計した。
4. 細管の表面にサンドブラストを施し、圧縮応力を加えた

#### 原子炉容器
また、原子炉容器の製造にも工夫が加えられ、中をくり抜いて引き延ばす方法で制作しているため縦方向の溶接線が無いという。また、圧力容器の下部にはWH型のPWRと異なり、貫通部が存在しない。
また、溶接を厚肉である容器に実施することを踏まえ、大型の鍛造リングを周溶接だけでつないで製作している。この鍛造リングは日本製鋼から全量供給を受けている。このリング自体、輪の形状で一体のまま鍛造しており板を曲げて溶接でつなぐことを避けている。溶接線が少ないため、製造中の品質管理が容易となり、供用期間中検査時の時間も短縮されている。

### 標準化思想
標準化についても、KWUがターンキー契約方式を活用することで、1960年代中盤にタービン発電機の標準化に始まり、原子炉蒸気供給系、土木工事、開放式・閉鎖式コントロールシステムと続き、ビブリスAでは原子炉補助施設が標準化された。1970年代末までには給水システム、蒸気プラントの標準化も実施された。

## 運転実績
西ドイツ国内における許認可取得の長期化から、1970年代後半には建設コストと期間の増大を招いたものの、上記のような努力によって1980年代には世界で最も信頼性の高い原子力発電プラントとして躍り出た。年間の計画運転休止期間は西ドイツの煩雑な定期検査にもかかわらず、燃料交換、及び保修に要する時間は1986年までの4年間平均で年間約1100時間に過ぎない。燃料交換期間に限定すると750時間程度の場合もあり、トラブルが無い場合の標準的な工程を前提とした理論上の平均設備利用率は90%以上、実績でも85%に達する。なお85%以上の設備利用率を維持する場合、年間の計画運転休止、および強制運転休止期間は55日以内に抑える必要がある。『化学工業日報』によれば1982年以降、6年以上施検率は0を記録し続けていることも報じられた。
ビブリスBにおいてグロス電気出力130万kWを達成した。ビブリスBは標準型とされ、西ドイツ各地に同型炉が建設された。また1970年代末から、コンボイ(Konvoi)と呼ばれる標準化プラントの建設が開始され1988年に下記の3サイトにおいて相次いで運転を開始している。ただし、ドイツの脱原発政策により、いずれも2020年代前半には閉鎖される。
- Isar 2（ドイツ語版）
- Emsland（ドイツ語版）
- Neckarwestheim 2（ドイツ語版）

ネッカーヴェストハイム2号機（Neckarwestheim 2 :GKNとも称する）を訪問した渡部行によると、ネッカーヴェストハイム1・2号機の中央制御室は当直15名で8時間勤務だが、日本の電力会社でみられる5交代制ではなく6交代制（よって総勢90名）を取っている。河川からの取水であり冷却水量には上限があるが、年間のウラン消費量は45t。漁業補償は全くしていないという。

## 仕様
下記にコンボイ標準化プラントの仕様を示す。
| 炉型                 | 炉型                     | 1,300PWR                      |
| 原子炉熱出力         | 原子炉熱出力             | 3,765MWth                     |
| 正味電気出力         | 正味電気出力             | 1,285MWe                      |
| ループ数             | ループ数                 | 4                             |
| 燃料                 |                          |                               |
|                      | 燃料棒配列               | 18×18                         |
| 燃料集合体数         | 193                      |                               |
| 燃料長さ             | 3,900mm                  |                               |
| 燃料重量             | 103.5t                   |                               |
| 濃縮度               | 1.9/2.5/3.2%             |                               |
| 平均線型出力発生率   | 平均線型出力発生率       | 164W/cm                       |
| 平均燃焼度           | 平均燃焼度               | 35,000MW日/t                  |
| 制御棒               | 制御棒                   | 61本                          |
| 中性子反射体         | 中性子反射体             | なし                          |
| スペクトルシフト     |                          | なし                          |
| 加圧器量             | 加圧器量                 | 65m3                          |
| 原子炉容器           |                          |                               |
|                      | 内径                     | 5,000mm                       |
| 内圧                 | 157bar                   |                               |
| 温度(入口/出口)      | 291.3/326.1℃             |                               |
| 蒸気発生器           |                          |                               |
|                      | エコノマイザ（給水加熱器 | なし                          |
| 蒸気発生器細管       | インコネル800            |                               |
| 加熱表面積           | 5,400m2                  |                               |
| 蒸気出力             | 2,055kg/秒               |                               |
| 蒸気発生器出口蒸気圧 | 64.5bar                  |                               |
| 蒸気温度             | 280.3℃                   |                               |
| タービン             |                          |                               |
|                      | HP（高圧）               | 1                             |
| LP（低圧）           | 3                        |                               |
| 回転速度             | 1,500rpm                 |                               |
| 格納容器             | 格納容器                 | 2重球形                       |
|                      | 内側                     | スチールシート                |
| 外側                 | 鉄筋コンクリート         |                               |
| 運転                 | 運転                     | 事象による制御                |
| 放射線被曝           | 放射線被曝               | 年間50〜100人・レム（目標値） |

## JK-PWR
上記の基本コンポーネントを継承しつつ、日本仕様に適合させたタイプを導入することが検討された。

### 背景
1973年から1975年には東京電力の社員が会長、木川田一隆の命で西ドイツの状況を研究するため頻繁に出張を行っていた。『電気新聞』によると、東京電力が最初にK-PWRに関心を持った1970年代頃には次のような動機があったとしている。
- （高度経済成長こそ終わったものの）1970年代後半の管内電力需要の伸びは依然高く、平均で年率5%台を記録していた
- 第一次オイルショックにより原子力発電への傾斜が強まり、安定供給の責任が増し、信頼性確保の必要が高まった
- 既に導入していたGEのBWRが応力腐食割れ等により稼働率低迷に喘いでいた。

対するKWU社も自社原子炉の海外売り込みを活発化させ、1970年代後半には東京電力に対してKWU社製原子炉の導入を薦めていた。例えば、1976年10月にはKWU社会長が来日して直接協議に当たっている。東京電力側もKWU社の技術力を評価しており、1976年12月には燃料棒取替装置を発注しており、これはKWU社が原子力部門で初めての対日進出となった。1977年2月には、東京電力はKWU社に技術者を派遣した。K-PWRを導入した場合に必要となる事項の検討のためであった。1978年1月にはK-PWR売り込みのためKWU社が東京に駐在員を派遣し、常駐させる方針であることが報じられた。

### KWUと日本メーカーの技術協力協定
1981年9月、東京電力は従来のBWR一辺倒の方針を転換し、K-PWR導入の準備を始めた。これに呼応して日立、東芝、富士電機の3社は相次いでKWU社と技術契約を結び、検討作業を開始した。
当時、東芝、日立はゼネラル・エレクトリックと共同で1978年より技術改善チームを組織、実質的な改良型沸騰水型軽水炉(ABWR)の検討作業に着手していた。従ってKWUとの共同作業は東芝、日立にとってはABWR開発と並行となり、しかもABWRと比較して見かけ上3年の遅れがあったが、実態は正反対であった。ABWRは商業化された実機が存在していなかったのに対して、K-PWRは現物が動いているからであった。従って、JK-PWRの場合、発電システムに大規模な改設計を加える必要が無く、日本仕様の検討作業のみが実質的な課題であったと言える。この件を東芝の青井舒一（当時常務）は『日経産業新聞』の取材に対して説明した上で「最近になって電力会社の間で本格的に導入の検討をしてみようという意向が強まり、ようやく機が熟したという感じだ」と述べている。またもう一つの狙いとして「世界の主流となっている軽水炉の分野でユーザーの要望に合わせBWRもPWRもつくることができる」とプラントの海外輸出を見据えたメリットを挙げていた。しかし、この時点では東芝は本格導入を決定していた訳ではなく、PWRについては研究段階であった。日立は東芝にやや遅れてKWUと企業化調査に関する協力協定を結んだが、西政隆（当時常務）はその理由を「事故を起こした原子炉と同型のものの一斉停止といった事態を避けるためにも、炉型多様化は当然の流れだと思う」と述べている。また、日経産業新聞によれば日立の方が東芝より技術提携に積極的な態度を示していたという。また、富士電機の阿部栄夫（当時社長）はKWUの親会社であるジーメンスと深いつながりがあり、KWUと火力発電で提携していることを挙げ、西政隆同様スリーマイル島原子力発電所事故で世界中のPWRが緊急点検で停止した件を「非常に身に染みた」としていた。
一方、1981年12月に入る頃には日本国内で超大型の商談が表面化しつつあった。青森県六ヶ所村のむつ小川原開発計画の一つとして1970年に提案された原子力基地構想と石川県の珠洲原子力発電所計画である。六ヶ所では第一次計画として110万kW級原子炉4基を1990年の運転開始目標とし、最終的には原子炉22基を建設する計画で総額6兆円と言われる計画の説明が東京電力と東北電力の共同で行われた。珠洲では関西電力、中部電力、北陸電力の3社で原子力基地を建設し、その総電気出力は1000万kW、総額3兆円という計画であった。これらの構想を具体的に検討するに当たり、上述の複数炉型導入が挙げられ、市場創出の点からも、ABWR、APWRと十分に並立すると見込まれたという。これらの計画は実現しなかったが、メーカーと電力各社の将来予測に影響を与えていた。

### 実行可能性調査
東芝、日立、富士電機は上述の経緯から共同でJK-PWRの検討作業に入っていたが、1982年から東京電力の委託で実行可能性調査（企業化調査、フィジビリティスタディ）を開始した。東京電力が依頼した調査内容は大要として下記から成っていたという。
1. 建設コストの安いJK-PWRの耐震設計が可能か
2. 日本の諸条件で安全性を維持できるか
3. K-PWRの運転期間は（当時）約1年だったが、これを15ヶ月に延長出来るか

調査が実施されている間、JK-PWRの受注予想も流された。日経産業新聞が「業界」の見立てとして報じたところによれば、JK-PWRの1号機はKWUが直接手掛け、2号機以降は国内メーカーが受注するという下馬評があり、このパターンはかつてBWR、PWRが辿った足跡でもあった。また、当初、調査の結果は1982年いっぱいで提出される予定であった。その後、中間報告書は1982年夏までには提出された。公開はされなかったが「導入に当たって重大な障害は無い」という結論であると推測されていた。
しかしながら、このような上げ潮ムードも1983年に入ると退潮の兆しが見え始めた。実際の電力需要が従来の予想ほど伸びず、日本の電力各社が設備投資を圧縮し始めたためである。こうした状況は当時同じように開発中であった新型転換炉なども含めて原子炉全般に影響し、軽水炉の炉型複数化についても電力会社側から膨大な初期投資をして複数化するより、従来採用していた炉の改良で済ませてはどうかといった意見が出されるようになったという（なお日本国内の電力会社、メーカー各社は、従来炉の信頼性向上策という選択を、1975年より開始した第1次、第2次改良標準化計画で体験済みであった）。また、3月には企業化調査の最終報告がまとまる予定であった。

### KWUの技術調査
1982年9月に入ると東京電力は国内メーカーに委託している企業化調査とは別に、KWU社と直接接触し、技術調査契約を結んだ。このことは炉型選択に当たって電力主導の色合いを強めるものと日経新聞は報じている。KWUに直接技術調査を依頼したのは企業化調査の中間報告が不十分な内容だったからとされ、豊田敏文
は「この程度の報告では導入に踏み切るかどうかの判断材料としては不十分」とコメントしていた。なお、KWUに要請する調査内容は下記で、調査期間は1年とされ、東京電力は上記企業化調査の結果と合わせて判断材料とする構えであった。
1. 原子炉の耐震安全性を経済ベースで最適化する
2. 原子炉建屋内の機器配置を合理化する
3. 安全解析を日本の条件のもとで詳細に調査する
4. 15ヶ月運転の検討

1983年春にKWUの技術調査報告書も東京電力に提出され、同社は9月までにJK-PWRの採用可否を決定することとした。その後、東京電力はKWUから受領した報告書の検討を続け、11月に報じられたところでは、耐震性については日本仕様として強化すること自体は可能と判断したものの、建設コストが抑制できるかについては判断を保留していたという。なお、この時点でメリットとしては下記に着目されている。
1. 自動化が進んでいる
2. 負荷追従性が高い
3. 球形の原子炉格納容器の作業性が良い
4. 設備利用率で高い実績がある

### 適合化研究契約
企業化調査報告と技術調査報告を検討した結果、東京電力は1983年12月には下記の評価を下した。
1. 日本仕様の耐震設計を施しても問題なく設計可能
2. 建設コストの引き下げについても日本の原子炉メーカーと競争可能な水準まできている

東京電力は1984年半ばを目途に詳細設計の役割分担を決める方針であった。
1984年に入ると、東京電力は企業化調査から一段進展させ、適合化研究の契約を上記メーカー4社と結んだ。予定通りの結果が得られれば導入を正式に決定するとも報じられており、日経産業新聞はこれを「事実上の基本設計契約」と解釈した。この研究目的は下記課題の詳細研究から成っていた。研究期間は1986年3月末までで、事業費は20数億円とされ、東電が半分を出資、残額は4社で負担した。
1. 地震多発地帯の日本で建設して問題が無いか
2. 既に導入しているBWRと比較した採算性

また、K-PWRの研究を進めることで、すでに導入実績のあるGEと受注競争を促し、建設コストを低減する狙いもあったという。更に、当時2010年以降の実用化が目標とされていた高速増殖炉の商業化に際し、熱交換器の技術に習熟しておく必要があり、熱交換器を使用しているPWRに触れておくことも挙げられた。なお、この適合化契約を見据え、日本シーメンスは日本駐在員を増員する構えを見せていた。1984年頃には、候補地として柏崎刈羽原子力発電所、福島第一原子力発電所、東通原子力発電所などが取り沙汰された。
しかしながら東京電力は、適合化研究を実施後、1986年7月にJK-PWRの導入を見送った。理由は1985年度の電力需要が前年度比3.1%増に留まり、今後も大幅な需要の伸びは期待できないからであった。

### 最適化研究
導入は見送ったものの、爾後の導入の可能性を含めて研究は続けられた。1986年8月になると、新たに最適化研究契約が結ばれた。これは、下記の内容から成り、研究期間は1年8ヶ月、研究費総額は58億円で東京電力が半額を負担した。
1. 地震国である日本での立地条件を満たす炉心、燃料設計
2. システム全体の基本設計
3. 建屋内機器配置、主要配管の最適化
4. 球形格納容器の30分の1縮小模型[50]による振動特性、強度解析

最適化研究でも東京電力がK-PWRを採用するには至らなかった。『電気新聞』は最終報告の提出前に報じた記事で、K-PWRに不利な材料として下記を挙げている。
- 1980年代後半になると電気料金抑制のため原子力発電にも資本費のコストダウンが求められた。一方、ABWRは開発が進展し、kW当たり26万円前後の建設費と見積もられ、これは従来のBWRの建設費を下回るもので、経済性が改善された[31]。
- 既存のBWRも改良標準化計画を経て改造を受け、保守のレベルが上がったことで稼働率が70%を超えてきた[31]。
- （当時バブル景気の最中で）ここ2年ほど予想以上の需要の伸びがあったとはいえ、長期的な電力需要の伸びは年率2%を下回ると見積もられ、原子炉の建設ペースも昭和50年代の年1機から今後は5年に2機とスローダウンの見込みであった[31]。
- 導入目的の一つであった高速炉の開発も、商業化の時期は遠のくと予想された[31]。

### 三菱重工の動勢
JK-PWRの検討が行われていた間、同じPWR系統の技術を持つ三菱重工、WHも上述の動きに注目していた。
『日経産業新聞』によるとKWU、日立、東芝、富士が手を組んだことで日本でPWRの牙城を築いてきた三菱、WHは危機感を抱いたとされる。このため両社は1981年9月に改良型加圧水型軽水炉(APWR)を共同開発することで合意し、1982年1月1日付でプロジェクトチームを発足させていた。4月になると、APWRの主たる開発目標値である電気出力を135万kWから130万kWに修正し、JK-PWRに揃える動きを見せ、更にベクテル・エンジニアリング、関西電力も加えた布陣をとった。また、それまで三菱を含む国内各社は技術供与元のGE、WHに配慮し、海外市場において、プラント一式の商談に参加を控えていた。その慣例を覆し、三菱はWHの了解を得た上で1981年秋にメキシコ電力庁が実施したプラント2基の入札に参加したが、メキシコ電力庁は入札資格をGE、WH、フラマトム、ジーメンスなど日本国外メーカー7社に絞り「門前払い」を受けて敗北していたこともあった。こうしたことから三菱は1983年に入ると開発ピッチを上げることを決定し、1986年早々に通商産業省の審査を受けられる体制（事実上の開発終了予定は1985年内であり、従来計画より半年短縮）とする計画を立てた。
なお、WH社のテオドール・スターン（1984年当時原子力担当上級副社長）は東京電力がK-PWRに接触していた一連の動きについて「東電がWHからPWRを買う可能性が全くないとは言えませんね。実際、我々は定期的にPWRの情報を東電に伝えていますし、東電は最初のPWRを買う時、必ず国際入札を実施するでしょう。その時、われわれは必ず応札するつもりですよ」と述べている。

### その後
日本原子力発電は1989年12月より東京電力の研究を引き継ぐ形でJK-PWRの研究を開始した。研究に当たっては東京電力から過去の研究成果の開示を受けて半年間基礎研究し、日本の軽水炉に導入可能な要素技術があるかを検討した。『化学工業日報』によれば目的として（同社が原子力発電商業化のパイロット機関であるという性格上）次世代軽水炉（当時）の調査研究、高速炉の実証炉設計研究への活用、日本の軽水炉技術の高度化が挙げられている。